# Жихце (Поморське воєводство)
Жихце (пол. Żychce) — село в Польщі, у гміні Конажини Хойницького повіту Поморського воєводства.
Населення — 389 осіб (2011).
У 1975-1998 роках село належало до Слупського воєводства.

## Демографія
Демографічна структура станом на 31 березня 2011 року:
|          | Загалом | Допрацездатний вік | Працездатний вік | Постпрацездатний вік |
| -------- | ------- | ------------------ | ---------------- | -------------------- |
| Чоловіки | 201     | 52                 | 131              | 18                   |
| Жінки    | 188     | 54                 | 105              | 29                   |
| Разом    | 389     | 106                | 236              | 47                   |